# ブルンヒルト (小惑星)
ブルンヒルト (123 Brunhild) は、小惑星帯に位置する典型的な岩石質の小惑星の一つでS型小惑星に分類される。1872年7月31日にアメリカ合衆国の天文学者、クリスチャン・H・F・ピーターズにより発見され、北欧神話に登場するワルキューレの一人、ブリュンヒルデ (Brünnehilde) にちなんで命名された。